# Tchalga
 (octobre 2010).
Si vous disposez d'ouvrages ou d'articles de référence ou si vous connaissez des sites web de qualité traitant du thème abordé ici, merci de compléter l'article en donnant les références utiles à sa vérifiabilité et en les liant à la section « Notes et références ».
La Tchalga (en bulgare : Чалга tchalga, également en macédonien et en serbe Турбофолк Turbofolk, et en roumain : Manele) est une musique de danse pop folk de Bulgarie, mélangeant influences bulgares, roms, turques, arabes et grecques.
La tchalga ne présente que peu de liens avec la musique traditionnelle bulgare, mais ses motifs orientaux soulignent l'empreinte laissée par l'occupation ottomane qui s'est étendue sur 500 ans en Bulgarie et rappellent la situation géographique du pays, en tant que carrefour entre les influences occidentales, russes et orientales.

## Diffusion
Deux ou trois maisons de disques monopolisent la scène de la pop-folk, et disposent même de leurs propres chaînes de télévision qui diffusent en boucle les clips de leurs artistes, principalement des femmes. On ne compte plus les chanteuses de tchalga, prêtes à tout pour se faire un nom dans le milieu, et qui essayent tant bien que mal d'imposer leur style, tout cela dans le cadre d'une concurrence des plus rudes. Souvent peu habillées sur scène, elles n'hésitent pas non plus à recourir aux services de la chirurgie esthétique, afin de se conformer au modèle de la bimbo type.
Elles se produisent le plus souvent dans les nombreuses tchalgathèques qui abondent en Bulgarie. Il est aussi d'usage d'agrémenter ses soirées privées par le passage d'une ou de plusieurs chanteuses de tchalga. Elles sont donc relativement accessibles, notamment dans la capitale, et il est facile pour leurs fans de voir et d'aborder leurs idoles. La maison de disques Planeta organise chaque été une tournée composée de ses chanteuses les plus en vue, qui parcourt les quatre coins de la Bulgarie, et ce dans ce même objectif de proximité des artistes avec leur public, l'accès aux concerts étant généralement gratuit.
Ceci n'est pas sans relever d'une certaine stratégie commerciale, consistant à entretenir le goût des Bulgares, même les plus isolés, pour cette musique qui ne trouve pas ses sources dans l'esprit traditionnel national. Mais aux détracteurs de la tchalga[Lesquels ?] qui sollicitent très souvent cet argument, on pourra opposer que ni le rock, la pop, ou autre style occidental qui s'imposent avec force en Europe de l'est par la mondialisation n'ont un lien quelconque avec la Bulgarie.

## Style
La tchalga est donc un style comme les autres, très apprécié dans les discothèques car il invite à la fête et à l'expression corporelle. On pourrait néanmoins lui reprocher la qualité parfois médiocre de ses interprètes, dont on a l'impression qu'elles ont été sélectionnées sur leur physique plus que sur leurs capacités vocales. Aussi soulignera-t-on[Qui ?] la niaiserie manifeste des paroles, qui tournent du reste toujours autour des mêmes thèmes : amour, sexe, jalousie, etc.
On citera comme exemple d'artistes Gloria, icône de la tchalga qui s'exerce depuis 1994 dans le style, et qu'on surnomme parfois la mère de la pop-folk. Preslava quant à elle est une artiste très appréciée. Enfin, Azis, un chanteur travesti à ses heures et issu de la communauté rom, représente le style dans tous ses excès.

## Interprètes de tchalga célèbres
- Sofi Marinova
- Anelia
- Preslava
- Tsvetelina Yaneva
- Gloria
- Azis
- Vania
- Tedi Alexandrova
- Lorena
- Galin
- Galena
- Dzhena